# Blüchern
Blüchern ist ein einfaches Karten-Glücksspiel für eine beliebige Anzahl Spieler, das mit einem Blatt vom 52 französischen Karten (Rommé-Blatt) gespielt wird.

## Geschichte
Das Spiel Blüchern hat als Glücksspiel aktuell nur noch historische Bedeutung. Benannt wurde es nach dem preußischen Generalfeldmarschall Gebhard Leberecht von Blücher, der dieses Spiel gern gespielt haben soll.

## Spielweise
Das Spiel wird mit beliebig vielen Spielern gegen eine Bank gespielt. Das Zentrum der Spielrunde stellt eine Wett-Tafel dar, auf der Felder mit den Zahlen 1 bis 13 notiert sind und auf denen die Spieler ihre Einsätze hinterlassen.
Der Bankier mischt das Blatt und lässt von einem Spieler abheben, danach legt er die Karten als Talon ab. Alle Spieler platzieren ihre Wetteinsätze auf die entsprechenden Felder der Wett-Tafel. Nachdem alle Spieler gewettet haben, zieht der Bankier nacheinander 13 Karten vom Talon, zählt diese dabei laut durch und deckt sie auf. Jedes Mal, wenn der Kartenwert der gezogenen Karte mit der angesagten Zahl übereinstimmt, nimmt er alle eingesetzten Einsätze von dem entsprechenden Feld der Tafel als Gewinn der Bank. Wenn alle 13 Karten aufgedeckt wurden, verdoppelt der Bankier alle übrigen Wetteinsätze und die Spieler können diesen Gewinn nehmen, stehen lassen oder wieder einsetzen. Das Spiel endet nach vier Runden, wenn der Talon vollständig aufgebraucht wurde.

## Belege
1. ↑  Hugo Kastner, Gerald Kador Folkvord: Die große Humboldt-Enzyklopädie der Kartenspiele. Humboldt-Taschenbuch 4058, Humboldt, Baden-Baden 2005; S. 285. ISBN 978-3-89994-058-9.
2. 1 2 3  Blüchern In: Claus D. Grupp: Kartenspiele. Falken-Verlag Erich Sicker, Wiesbaden 1975; S. 12–13. ISBN 3-8068-2001-5.